# Неупиваемая Чаша
Ико́на Бо́жией Ма́тери «Неупива́емая Ча́ша» — икона Богородицы, происходящая из Введенского Владычного монастыря Серпухова. Известна с 1878 года и почитается в Русской церкви как чудотворная.
Иконографически восходит к типу Богородицы-Оранты. Мария изображена в молитвенной позе с воздетыми руками, Младенец Христос — стоящим в чаше и благословляющим обеими руками.
Считается, что молящиеся перед этим образом могут получить исцеление от болезней, в том числе от алкоголизма и наркомании.
Первоначальный явленный образ был утерян в 1929 году. Существующие два чудотворные списка находятся в Серпухове в Высоцком и Владычном монастырях.
Празднование иконе совершается 5 мая по юлианскому календарю.

## Происхождение иконы «Неупиваемая Чаша»
История иконы «Неупиваемая Чаша» берёт начало от Никейской иконы «Бысть чрево Твое Святая Трапеза», которая прославилась в 304 году, во время осады Амиром города Никеи, находящегося в Малой Азии. «Некто Константин, отчаявшись в победе над врагом и виня в этом Бога, увидел недалеко от себя икону Богоматери и решил в гневе и ожесточении совершить поругание над нею: он разбил икону, бросая камень, а затем начал топтать ногами чтимый святой образ. Но Бог поругаем не бывает! В эту же ночь ему явилась во сне Богородица и сказала: „Ты учинил Мне великое поругание. Знай, что сделал это себе на погибель“. Наказание святотатца не замедлило последовать. Во время сражения Константин вместе с другими воинами устремился на стены для отражения неприятеля и, пораженный камнем в голову, пал бездыханный».
Об этом событии было рассказано отцам Первого Никейского Собора в 325 году, которые положили начало пения пред иконой Богородицы: «Бысть чрево Твое Святая Трапеза». В назидание всем верующим, что всякий ядущий Тело Христово (принимающий таинство Святого причастия) не умирает, даже если и терпит в жизни множество напастей и скорбей.

## Явление образа
Явление образа «Неупиваемая Чаша» произошло в 1878 году. Крестьянину Ефремовского уезда Тульской губернии, отставному солдату, одержимому страстью пьянства и вследствие этого утратившему способность ходить, во сне явился старец-схимник и сказал: «Иди в город Серпухов в монастырь Владычицы Богородицы. Там есть икона Божией Матери „Неупиваемая Чаша“, отслужи перед ней молебен и будешь здоров душой и телом». Крестьянин не сразу отправился в монастырь, но после третьего явления старца он на четвереньках отправился в путь.
Придя в женский Введенский Владычный монастырь, страждущий рассказал о своих сновидениях и попросил отслужить молебен, но никто в монастыре не знал иконы Божией Матери с таким наименованием. Тогда в качестве такой иконы была предложена икона с изображением Чаши, которая находилась в проходе из соборного храма в ризницу. На обороте этой иконы оказалась надпись: «Неупиваемая Чаша». В явившемся крестьянину схимнике он узнал старца Варлаама — строителя этого монастыря. После совершения молебна бывший пьяница получил не только исцеление больных ног, но и утратил пристрастие к алкоголю. Затем стали совершаться многочисленные исцеления по молитве перед этим образом.
Икона особо почиталась в Серпухове. В центре города при храме благоверного князя Александра Невского было создано Александро-Невское братство трезвости. Каждое воскресенье при большом стечении народа перед списком с чудотворной иконы Божией Матери «Неупиваемая Чаша» в храме совершались молебны с чтением акафиста, обычно завершавшиеся религиозно-нравственными беседами. 
Почитание иконы носило в основном местный характер, о чём свидетельствует отсутствие упоминания о ней в дореволюционной церковной литературе (кроме нескольких местных статей). Икона вдохновила писателя И. С. Шмелёва на написание повести «Неупиваемая Чаша» (1918 год).

## Утрата образа
После закрытия Владычного монастыря в 1920-е годы чудотворная икона была перенесена в Никольский собор — кафедральный собор Николы Белого. В 1928—1930 годах Серпуховскую кафедру возглавлял епископ Мануил (Лемешевский). В воспоминаниях о нём было написано, что он восстановил почитание святыни этой обители, местночтимой иконы Богоматери «Неупиваемая Чаша», которое к тому времени постепенно приходило в забвение. Также по просьбе верующих с благословения епископа Серпуховского Мануила было написано восемь копий с чудотворной иконы.
В 1929 году Никольский собор был закрыт, все его святыни сожжены на берегу реки Нары. Иконы с изображением образа Божией Матери «Неупиваемая Чаша», включая первообраз, бесследно исчезли, молебные служения прекратились.

## Восстановление почитания иконы
Почитание иконы «Неупиваемая Чаша» возобновилось в 80-х годах XX века. Настоятель местной церкви Пророка Илии архимандрит Иосиф (Балабанов) (с 25 августа 2020 г. года митрополит Улан-Удэнский и Бурятский) возобновил в Серпухове дореволюционную традицию по воскресным дням совершать молебны об исцелении от недуга пьянства с чтением акафиста Божией Матери «Неупиваемая Чаша».
После возобновления в 1991 году Серпуховского Высоцкого монастыря молебное служение «Неупиваемой Чаше» стало совершаться в этом монастыре. В 1992 году российский иконописец Александр Соколов написал новую икону «Неупиваемая Чаша», которая стала известна во всём православном мире. Образ украсили серебряной басменной ризой, а позже в левый нижний угол иконы был вставлен ковчежец с частью пояса Пресвятой Богородицы. К образу началось паломничество, сообщалось о чудесах.
6 мая 1996 года в Серпуховском Введенском Владычном женском монастыре, в месте явления первообраза в XIX веке, был освящён вновь созданный список чудотворной иконы.
30 мая 1997 года по благословению патриарха Алексия II икона «Неупиваемая Чаша» была внесена в православный церковный календарь, что явилось официальным признанием всероссийского почитания этого образа Богоматери.